# فرودگاه پلیموث سیتی

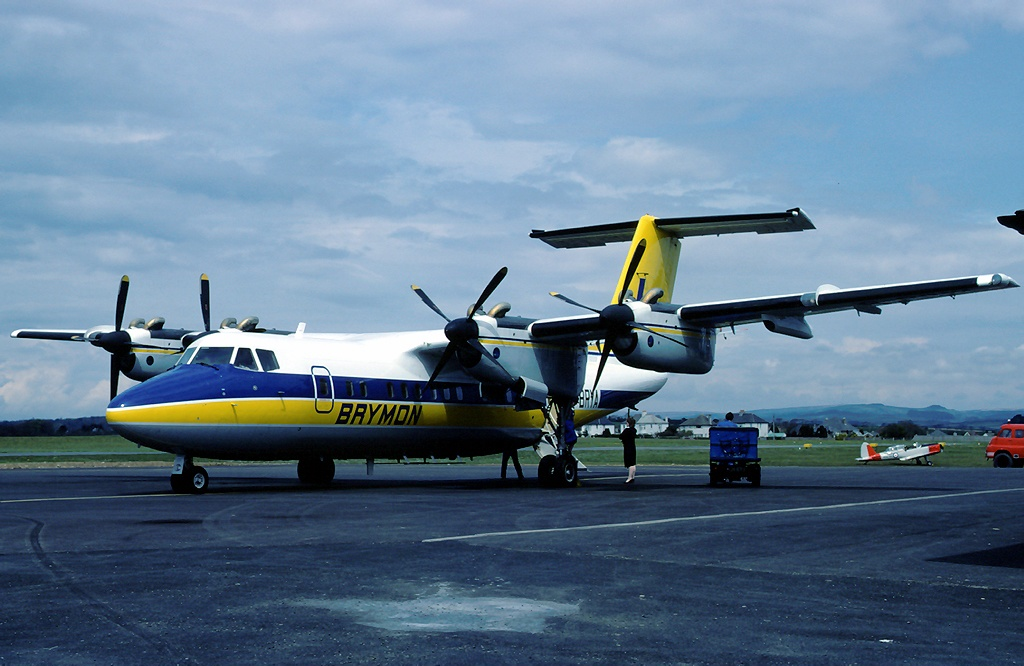
فرودگاه پلیموث سیتی

فرودگاه پلیموث سیتی (به انگلیسی: Plymouth City Airport) یک فرودگاه همگانی حمل و نقل با کد یاتا PLH است که یک باند فرود آسفالت دارد و طول باند آن ۱۱۶۰ متر است. این فرودگاه در شهر پلیموث کشور انگلستان قرار دارد و در ارتفاع ۱۴۵ متری از سطح دریا واقع شده است.